# Сухое (озеро, Валдайское сельское поселение)
Сухое — озеро на территории Валдайского сельского поселения Сегежского района Республики Карелии.

## Общие сведения
Площадь озера — 2,4 км², площадь водосборного бассейна — 24 км². Располагается на высоте 160,4 метров над уровнем моря.
Форма озера продолговатая: вытянуто с севера на юг. Берега преимущественно заболоченные.
Через озеро протекает ручей Сухой (до впадения в Сухое — ручей Эльма), впадающий в Вожмозеро, через которое протекает река Вожма, впадающая в Выгозеро.
Код объекта в государственном водном реестре — 02020001211102000006897.